# Норт Хобс (Њу Мексико)
Норт Хобс (енгл. North Hobbs) насељено је место без административног статуса у америчкој савезној држави Њу Мексико.

## Демографија
По попису из 2010. године број становника је 5.391.
| Група             | 2000.    | 2010.         |
| Белци             | 0 (0,0%) | 3.578 (66,4%) |
| Афроамериканци    | 0 (0,0%) | 92 (1,7%)     |
| Азијати           | 0 (0,0%) | 39 (0,7%)     |
| Хиспаноамериканци | 0 (0,0%) | 1.597 (29,6%) |
| Укупно            | 0        | 5.391         |